# خورینخم
خورینخم (به هلندی: Gorinchem) یک منطقهٔ مسکونی در هلند است که در هلند جنوبی واقع شده‌است. خورینخم ۲ متر بالاتر از سطح دریا واقع شده‌است.

## خواهرخوانده
شهرهای لوکا (ایتالیا)، سینت-نیکلاس و Gangjin County خواهرخوانده‌های خورینخم هستند.

## نگارخانه

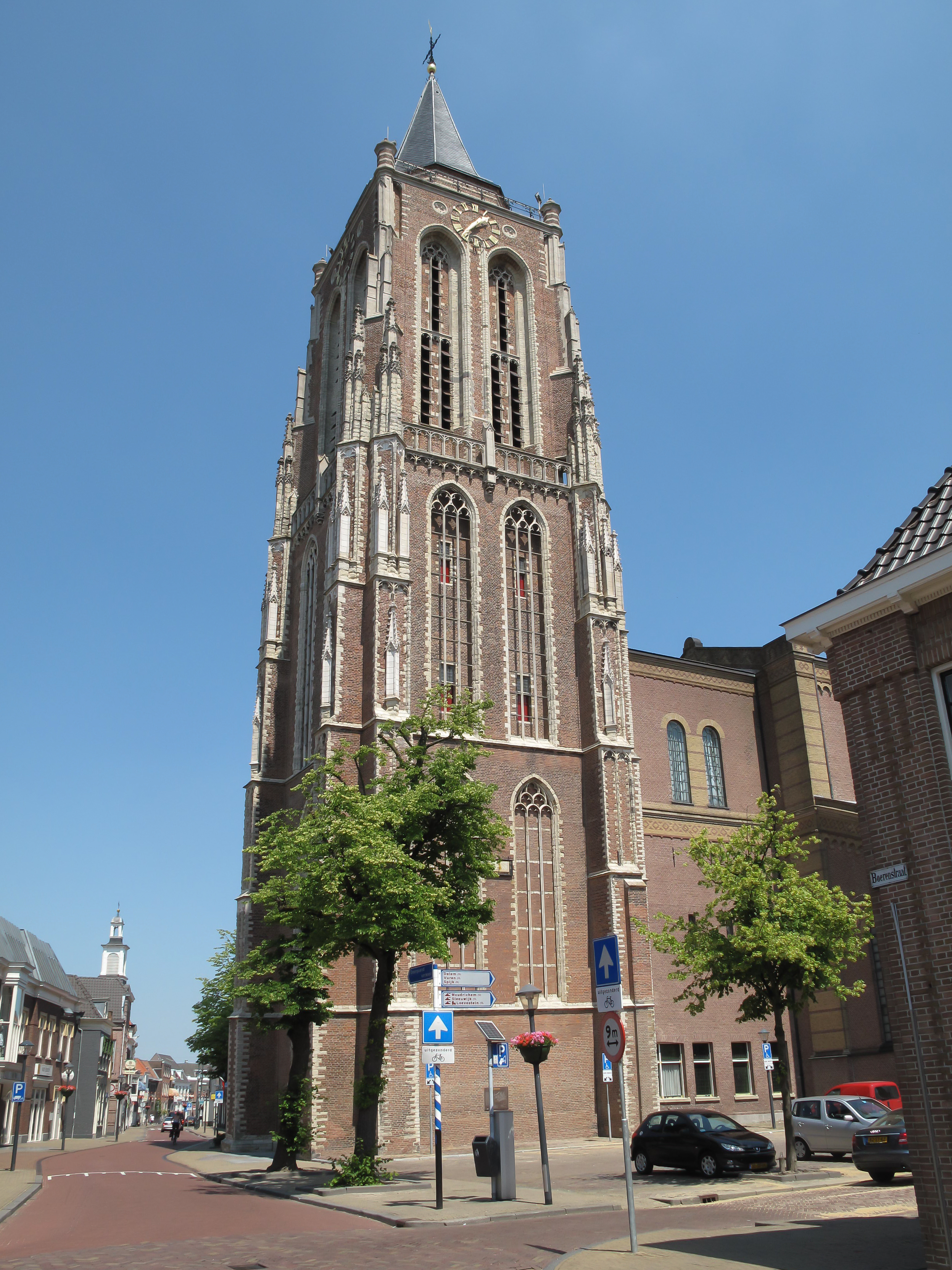
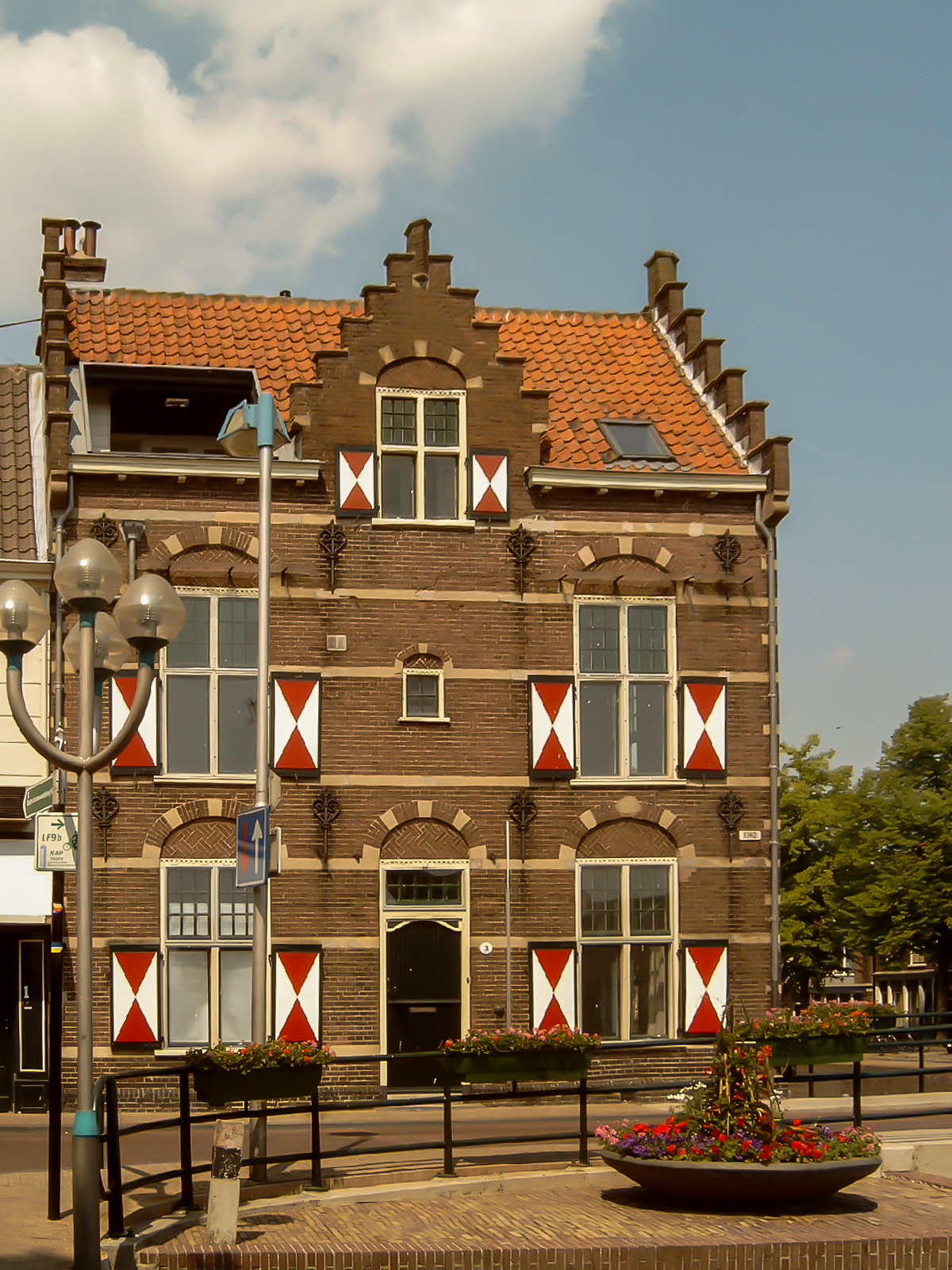
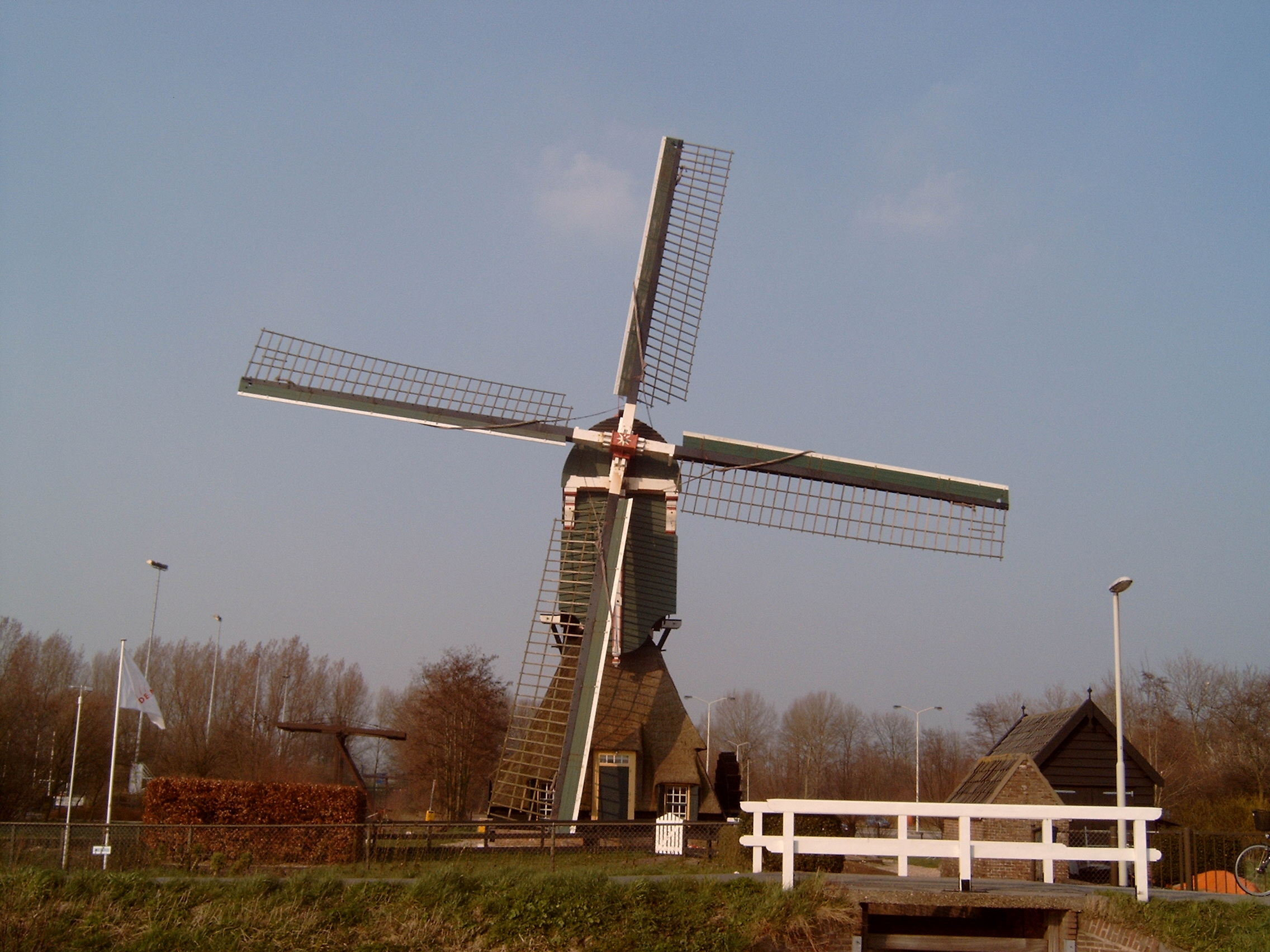
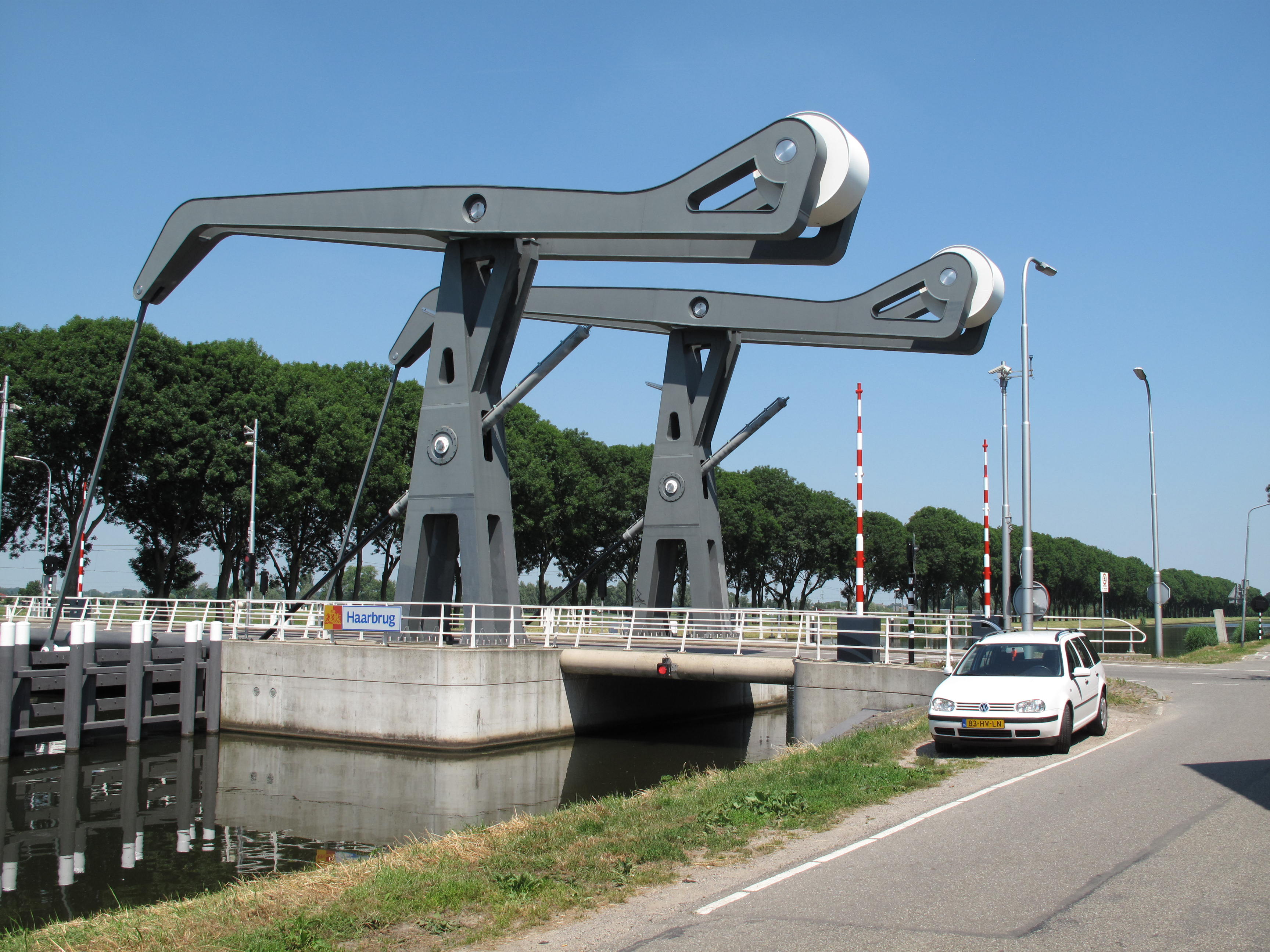